# Павское
Павское — деревня в Сандовском муниципальном округе Тверской области России. 

## География
Деревня расположена на берегу реки Ратыня в 28 км на юго-запад от центра муниципального округа посёлка Сандово. 

## История
В 1785 году на Павском погосте (на другом берегу Ратыни) была построена деревянная Богородицерождественская церковь с 3 престолами, метрические книги с 1780 года. 
В конце XIX — начале XX века деревня вместе с погостом входила в состав Лукинской волости Весьегонского уезда Тверской губернии. 
С 1929 года деревня являлась центром Павского сельсовета Сандовского района Бежецкого округа Московской области, с 1935 года — в составе Калининской области, с 1954 года — в составе Ладожского сельсовета, с 2005 года — в составе Лукинского сельского поселения, с 2020 года — в составе Сандовского муниципального округа. 

## Население
| 1859 | 2010 |
| ---- | ---- |
| 141  | ↘7   |